# 數碼寶貝世界 再數位化
《数码宝贝世界 复元》，又称《新数码宝贝世界》，为萬代南夢宮遊戲於2012年7月19日發售的PlayStation Portable用遊戲。本作是自2005年《数码宝贝世界X》以來时隔多年再次展开的数码宝贝世界系列作品。制作人为羽生和正，角色设计为安田典生。2013年6月27日，本作被移植到任天堂3DS上，名稱為《数码宝贝世界 复元 解码》。续作系統和內容上均有大幅改良，劇情亦新增了「慟哭的X抗體篇」和「谋划的魔王篇」，容量為PlayStation Portable版本的2倍以上。续作的制作人为羽生和正，角色设计为安田典生。

## 剧情

### 亚生命体缺陷篇
大型企业GIGO公司运营的大型游戏《数码怪兽》，这是一款孕育数码生命体「数码兽」并让他们战斗的网络游戏。

主人公也是沉迷于游戏的一位玩家。某日，像平日里一样他骑着自行车回家，路过的风景就像司空见惯的现实世界的日常景象。

在到达自家公寓乘坐电梯时，像往日一样启动电子游戏《数码怪兽》，检查亚古兽的育成情况。手机画面的另一头是数码兽们所生活的数码世界。

与朋友们一起登陆游戏，收到了一封电子邮件。因将所记载的暗号解明，而误闯入异世界数码世界。在那里遇到的公公兽向主人公委托「让出门的数码兽返回创始村」，于是他一边协助一边寻找回到原来世界的线索。但是，在旅途中遭遇到被称为黑化现象的受控数码兽们，以及谜之生命体缺陷。不久，主人公就与同伴们为了拯救世界而开始战斗了。

### 恸哭的X抗体篇
3DS「复元 解码」追加的剧本。

因为人工生命体的失控，数码世界变得不安定。因此为了恢复世界的安定，数码世界的主计算机「世界树」活性化！随后世界树仿真被GIGO公司封印的无限山，为净化数码世界开始向数码世界散布强制删除异份子的「X程序」。因从无限山泄露的X病毒，镇上发生了数码兽消失事件。为了阻止突如其来的惨剧，主人公一行一边协助普罗特兽和多路兽，一边开始探索无限山。

### 谋划的魔王篇
3DS「复元 解码」追加的剧本。

击破缺陷后迎来了片刻的休息，然而在现实世界看到这般景象的四之宫莉娜感觉异变仍未结束。这时，魔王巴尔巴兽制作的程序运行，莉娜被吸入了使用的终端，被带到了数码世界。然后巴尔巴兽在主人公一行面前出现，在数码之塔的最顶层宣布支配数码世界。被抓住的莉娜的存在也水落石出，少年们决心阻止巴尔巴兽的野心！

## 概要

### 系列15周年
数码兽系列以1997年登场的液晶携带游戏为首，在电玩、集换卡片游戏、模型、漫画等多领域跨平台展开。1999年，动画《数码兽大冒险》开始放映，在海内外引起较大反响，且成长为人气系列。2012年，数码兽系列迎来了15周年。

### 数码兽世界
1999年，以育成RPG在PlayStation平台推出的初代《数码兽世界》是一款育成具有寿命数码兽的冒险游戏。本作品以其独特的育成系统让众多玩家入迷，并获得了很高的人气。加上动画放映的效果，创造了日本国内40万、全世界累计160万的销售记录。直到现在初代数码兽世界的游戏系统依然受到很高的评价。

然后时隔13年，继承初代游戏的「数码兽世界」复活了！

### 复元 解码
作为新的冒险，追加了人气X抗体数码兽活跃的「恸哭的X抗体篇」、七大魔王暗中活跃的「谋划的魔王篇」两个剧本。当然前作「亚生命体缺陷篇」依然可以玩，而且支线任务大幅增加，游戏容量进化为前作两倍以上。

追加大量人气数码兽，可育成数码兽达到160体，包含BOSS数码兽在内登场数码兽总数达200体以上。

调整了游戏平衡，使新玩家更加容易上手。而且3DS的双屏幕使得界面焕然一新。搭载其他各种新系统，竞速通关要素充实。

## 登場角色
大河（声：白石涼子）
默认名字与漫画版的名字叫「大河」（タイガ，Taiga），在游戏中可更改。
本作的主人公，中学二年级，14岁。喜欢自行车，沉迷于网络游戏「数码怪兽」，是排名第三的馴獸師。特别喜爱数码兽，被一封电子邮件引入数码世界。
搭档数码兽是名为「数码丸」（デジマル）的亚古兽，天真无邪和蔼可亲，在数码世界与主人公一起战斗。
尼可莱·耶科维奇·佩特洛夫（声：日野聰）
主人公的挚友，中学二年级，14岁。昵称「尼可」（ニコ）。与大河在现实世界的住所很近，交情很深。单纯直率的性格，具有强烈正义感的少年，偶尔会不顾周围的情况失控。
在游戏「数码怪兽」中是排名第四的馴獸師，与主人公是对手玩家。父亲是俄罗斯人，对父亲发自内心的仰慕。
搭档数码兽是名为「莎夏」（サーシェンカ/サーシャ）的加奥兽，沉默寡言，性格比较克制。与尼可在恰似友情的搭档关系中向强大的数码兽进化。
铃童明步（声：佐藤聰美）
主人公的好友，中学二年级，14岁。开朗好奇心旺盛，喜欢开心的事情，是个比任何人都相信与数码兽之间羁绊的少女。很会照顾人，也时常帮助在数码世界遇到困难的数码兽们。与数码兽们的相性很好，主人公问不出的情报她也能问到。
真是身份是网络游戏「数码怪兽」排名第一的「喵咪驯兽师」（にゃんこテイマー）。借由对数码兽的爱能无限引出搭档力量，天生的数码兽驯兽师。—到现在仍未能适应当下的现实生活，反而导致她更加投入「数码怪兽」。
搭档数码兽是名为「数码鸟琳」（デジトリん）的比丘兽，性格心地善良，与明步一起帮助有困难的数码兽。结合明步的爱情向强大的数码兽进化。
久我裕也（声：甲斐田幸）
经常在「数码怪兽」游戏排行榜中保持上位，操纵强大数码兽的少年。被灌输精英主义，有着强烈及敏锐意识的数码兽驯兽师。经常言谈柔和，总是笑嘻嘻的表情，好像为了自身的某个目的而探索数码世界。对自己的能力、意见有着绝对的自信，是个能力主义明确的成熟少年。
搭档数码兽是名为「小黑」（ブラック）的黑暗战斗暴龙兽X，犹如隐藏在裕也内心的凶暴性的实体化。这是只有使用GIGO的后门将各种稀有数据结合起来才可能的进化，稀有度非常高。所以裕也平常对战时不使用这个搭档，而是用别的账户进行游戏。
御神樂米蕾（声：澤城美雪）
圣与暗，带着相反属性数码兽的神秘少女。在数码世界与现实中自由阔步，精明的黑客/程序员。给人以冷静且冰冷的印象。有着强悍气质的决心。好像知道向数码世界逼近的危机的真相。将主人公等人召唤到数码世界也是她，其程序构建的能力凌驾于专业人士之上。
14岁的外表，但真实年龄在24-26岁左右（现在的外貌是数据欠缺状态）。原因是在某个实验中发生了事故，失去了肉体数据，意识以一部份数据破损的状态被带进了数码世界，而事故前作为人类的记忆也并没有被保留下来。因此可以滞留在特殊的信息空间，拥有了「来往平行世界的能力」（游戏管理员权限）。
搭档数码兽是天女兽和女恶魔兽，她进行特殊的编码操纵拥有了两体属性相反的搭档。本来以这样的形式拥有搭档被认为是不可能的，但拥有高超编程设计能力的她将这个化为了可能。
四之宫莉娜（声：户松遥）
3DS版《数码宝贝世界 复元 解码》中追加的主要角色。中学二年级，14岁。平时很大方，经常调节周围气氛，不过内心却很紧张，是个温柔的少女。对扭曲的事情或虐待弱者等行为态度毅然。其实有点喜欢可爱的东西。隐藏着强烈的信念。
搭档数码兽是名为「VV」（ブイブイ）的V仔兽（究极V龙兽）。
叶古莱·博利舍维奇·佩特洛夫（声：掛川裕彥）
被称为「佩特洛夫博士」（ペトロフ博士），俄罗斯人，尼可的父親。GIGO公司的技術研究員。
艾米莉·德·罗舍福尔（声：小清水亞美）
昵名「莉莉」（リリ），来自摩纳哥的罗舍福尔家族，石油大亨的独生女，沉迷于网络游戏「数码怪兽」。
搭档数码兽是鼻涕兽。
游戏《铁拳系列》角色。
夕巴斯汀（声：掛川裕彥）
来自摩纳哥的罗舍福尔家族老管家，莉莉一身的武艺皆由他所传授。
搭档是天使系数码兽。
游戏《铁拳系列》角色。
八神太一
TV动画《数码宝贝大冒险》主人公。
石田大和
TV动画《数码宝贝大冒险》主要角色。
武之内空
TV动画《数码宝贝大冒险》主要角色。
泉光子郎
TV动画《数码宝贝大冒险》主要角色。
太刀川美美
TV动画《数码宝贝大冒险》主要角色。
城户丈
TV动画《数码宝贝大冒险》主要角色。
高石岳
TV动画《数码宝贝大冒险》主要角色。
八神光
TV动画《数码宝贝大冒险》主要角色。
本宫大辅
TV动画《数码宝贝大冒险02》主人公。
松田启人
TV动画《数码宝贝驯兽师之王》主人公。
大门大
TV动画《数码宝贝拯救者》主人公。

## 评价
| 媒体   | 得分                                 |
| ------ | ------------------------------------ |
| Fami通 | 31 / 40（复元） 32 / 40（复元 解码） |

《数码宝贝世界 复元》首周销量超过85000份，为日本地区该周销量第四的游戏。在2012年底前在日本累计销售约153780份，为日本地区当年畅销游戏排行第74名。《Fami通》杂志给出的评分为8/8/7/8 [31/40]。
《数码宝贝世界 复元 解码》首周销量约34350份在2013年底前在日本累计销售71967份，为日本地区当年畅销游戏排行第139名。《Fami通》杂志给出的评分为8/8/8/8 [32/40]。

## 特别用语

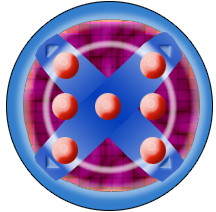
X抗体（X-Antibody）

复元
让数码世界的构造体在现实世界展开并附着。被传送到数码世界的现实世界存在物，将它们再次拉回现实世界就是「复元」（Re：Digitize）。同现象的研究方面位于领先地位的是招聘来自俄罗斯的量子物理学与信息工程学的权威团队的企业Conglomerate以及GIGO公司。
X抗体
X抗体（X-Antibody）是一种是使数码兽免疫X程序（X Program）的一种疫苗。数码兽接受来自X抗体对数码核（Digicore）影响会产生外貌变化，同时产生了足以对抗X程序的X进化（X-Evolution），实力通常变得比非X抗体同类更加强大。没有X抗体的数码兽也能通过摄入其他拥有X抗体数码兽的数据进行X进化，但是必须持续摄取X抗体，不然X抗体便会消灭。先天携带X抗体的数码兽（例如多路兽），X抗体不会从体内消灭。
竞技场
位于文件岛无限山数码之塔内部的「竞技场」是联系数码世界和现实世界的唯一空间。这里日日夜夜重复着数码兽的战斗。原本除了内部以外的地方，人类肉身是不可能进入的。
黑化现象
在数码世界生息的部分数码兽突然被黑色能量包围，陷入了伴随着攻击行为的混乱状态。这种现象的发生条件和原因目前还未查明，这种现象威胁着在文件岛平静生活的数码兽们。而且据说在创始村的混乱数码兽的逃亡、离散非常严重。
记忆之星
记忆之星（Memorial Stella）记录文件岛乃至数码世界的所有数据流向的巨大存储器。在数码世界历经岁月显现为石碑的形状。据说要是一睹内部，就可以掌握数码世界信息推移的一切。相传其绝对的信息量平衡被打破之时，就能撞见非常普通的生命倾泻而出般的信息奔流之势。露出绝对的可能性和深不见底的信息深渊的同时，记忆之星静静地伫立在数码世界的一隅。
GIGO公司
数年前，突然发生了世界规模的网络延迟现象。所有网络服务器，最后一直到行政中枢的一部分都在停止中。但唯一有一家展开坚固系统的网络公司，这就是GIGO公司。此后，该公司以这次事件为契机开始拓展网络市场份额，甚至影响到了各种生命线管理和网络贸易等金融方面，影响着人们生活的方方面面。其内部技术为机密，人们甚至在连自己的生活因何而动都不明白的状态下度过着每一天。
七大魔王
七大魔王（Seven Great Demon Lords）是最强魔王型数码兽们的总称，居住在黑暗区域的最底层克塞特斯河（Cocytus）。他们基本上互不干涉，无论利益一致或不一致，都不会成为合作关系或敌对关系。被传送到黑暗区域的邪恶数码兽为了提升自己的地位和名声试图挑战七大魔王，但几乎没有人活着回来。七大魔王各自掌管「七宗罪」。通过X抗体化，大罪之冠（纹章）会在其某个部位浮现出来。

## 作品中出现的实物和地名

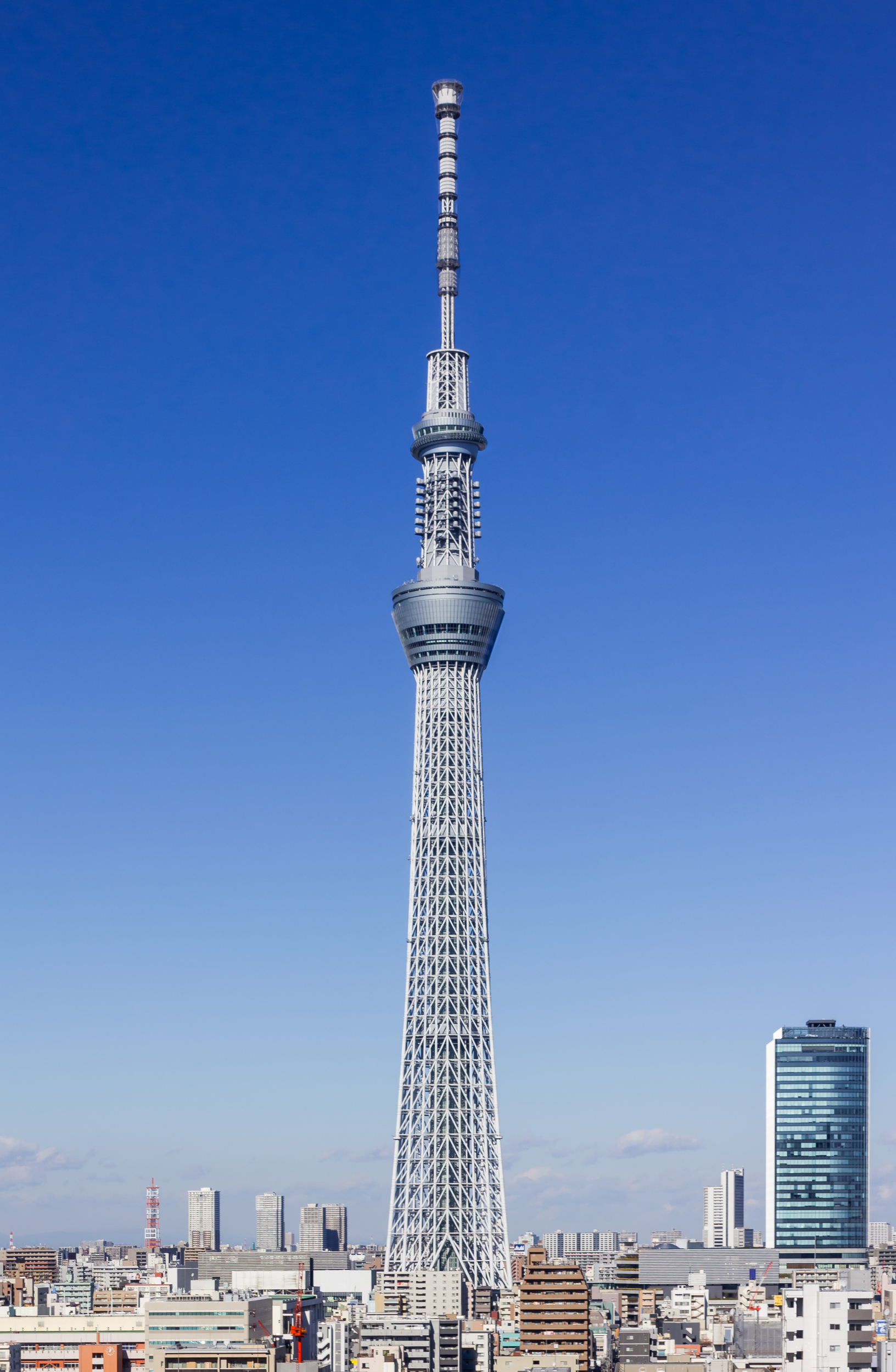
东京晴空塔

- 東京晴空塔：数码世界文件岛无限山数码之塔的原型，现实世界的地标性建筑
- 万代南梦宫游戏：片中名为「GIGO」，以「BNGI」为原型
- 铁拳系列：游戏角色莉莉（艾米莉·德·罗舍福尔）和夕巴斯汀登场
- 隅田川：白鬚橋
- 伊勢崎線

## 漫畫版

### 数码宝贝世界 复元
《数码宝贝世界 复元》，数码宝贝系列漫画作品，为同名PlayStation Portable游戏的联动宣传漫画，《V Jump》于2012年8月号（2012年6月21日发售）和2012年9月号（2012年7月21日发售）连载。全2话（前后篇）。原案：本鄉昭由，漫画：藤野耕平，原作：万代南梦宫游戏株式会社。

#### 剧情
《数码怪兽》是一款由GIGO公司提供的，通过育成「数码兽」参加竞技，来争夺排名的在线游戏。主人公就是其中一名热衷于这款游戏的玩家。某日，主人公大河和朋友尼可在对战之时网络却出现异常，当一切归于平静，大河却收到来自排名第一的「喵咪驯兽师」的挑战书，正当他们激战时，出现在他们面前的是黑暗战斗暴龙兽X，一番苦战亚古兽跃迁进化为战斗暴龙兽将之击败……

#### 登场角色
| 驯兽师                                                     | 数码兽                                            |
| ---------------------------------------------------------- | ------------------------------------------------- |
| 大河 Taiga （主人公）                                      | 亚古兽 Agumon （数码丸） ↓ 战斗暴龙兽 War Greymon |
| 尼可莱·耶科维奇·佩特洛夫 Nicolai Yerkovich Petrov （尼可） | 加奥兽 Gaomon （莎夏）                            |
| 铃童明步 Rindou Akiho （喵咪驯兽师）                       | 比丘兽 Piyomon （数码鸟琳）                       |
| 久我裕也 Kuga Yuuya                                        | 黑暗战斗暴龙兽X Black War Greymon X （小黑）      |
| 御神乐米蕾 Mikagura Mirei                                  | 天女兽 Angewomon                                  |
| 御神乐米蕾 Mikagura Mirei                                  | 女恶魔兽 Lady Devimon                             |

#### 各话列表
| 话数 | 日文标题 | 中文标题 | 连载时间      | 连载时间      | 连载刊号    | 收录                                    | 收录                               |
| 话数 | 日文标题 | 中文标题 | VJump         | 攻略本        | 连载刊号    | 攻略本                                  | 单行本                             |
| ---- | -------- | -------- | ------------- | ------------- | ----------- | --------------------------------------- | ---------------------------------- |
| 前篇 |          | 数码怪兽 | 2012年6月21日 | 2012年7月19日 | 2012年8月号 | 数码宝贝世界 复元 -World Contact Guide- | 数码宝贝世界 复元 编码 第一卷 胎動 |
| 后篇 |          | 交错！   | 2012年7月21日 | 2012年7月19日 | 2012年9月号 | 数码宝贝世界 复元 -World Contact Guide- | 数码宝贝世界 复元 编码 第一卷 胎動 |

### 数码宝贝世界 复元 编码

数码宝贝世界 复元 编码

《数码宝贝世界 复元 编码》，数码宝贝系列漫画作品，为任天堂3DS游戏《数码宝贝世界 复元 解码》的联动宣传漫画，《V Jump》于2013年6月号（2013年4月23日发售）至2014年2月号（2013年12月21日发售）连载第1-9话。2014年1月21日至2014年6月4日转移到VJump官网连载第10-14话。2015年6月号（2015年4月21日上线）至2016年1月号（2015年11月21日上线）转移到VJump plus连载第15-22话。此后，作者身体抱恙，无期限休载。单行本暂2卷（第3卷未发售），正篇暂22话。漫画：藤野耕平，原案：本鄉昭由，监修：万代南梦宫。

#### 剧情
《数码怪兽》是一款由GIGO公司提供的，通过育成「数码兽」参加竞技，来争夺排名的在线游戏。主人公就是其中一名热衷于这款游戏的玩家。某日，像往常一样登陆游戏的主人公大河和朋友们，收到了一封神秘的电子邮件。在解读了这封电子邮件的密码（密码为「Re：Digitize」）后，主人公便踏上了通往异世界「数码世界」的旅行……

#### 登场角色
| 驯兽师                                                     | 数码兽                                           | 敌方                                                                             |
| ---------------------------------------------------------- | ------------------------------------------------ | -------------------------------------------------------------------------------- |
| 大河 Taiga （主人公）                                      | 亚古兽 Agumon （数码丸） ↓ 暴龙兽 Greymon        | 缺陷 幼年期 Vitium Baby ↓ 缺陷 成熟期 Vitium Adult ↓ 缺陷 究极体 Vitium Ultimate |
| 尼可莱·耶科维奇·佩特洛夫 Nicolai Yerkovich Petrov （尼可） | 加奥兽 Gaomon （莎夏）                           | 缺陷 幼年期 Vitium Baby ↓ 缺陷 成熟期 Vitium Adult ↓ 缺陷 究极体 Vitium Ultimate |
| 铃童明步 Rindou Akiho （喵咪驯兽师）                       | 比丘兽 Piyomon （数码鸟琳） ↓ 巴多拉兽 Birdramon | 缺陷 幼年期 Vitium Baby ↓ 缺陷 成熟期 Vitium Adult ↓ 缺陷 究极体 Vitium Ultimate |
| 久我裕也 Kuga Yuuya                                        | 黑暗战斗暴龙兽X Black War Greymon X （小黑）     | 缺陷 幼年期 Vitium Baby ↓ 缺陷 成熟期 Vitium Adult ↓ 缺陷 究极体 Vitium Ultimate |
| 御神乐米蕾 Mikagura Mirei                                  | 天女兽 Angewomon                                 | 缺陷 幼年期 Vitium Baby ↓ 缺陷 成熟期 Vitium Adult ↓ 缺陷 究极体 Vitium Ultimate |
| 御神乐米蕾 Mikagura Mirei                                  | 女恶魔兽 Lady Devimon                            | 缺陷 幼年期 Vitium Baby ↓ 缺陷 成熟期 Vitium Adult ↓ 缺陷 究极体 Vitium Ultimate |
| 四之宫莉娜 Shinomiya Rina                                  | V仔兽 V-mon （VV）                               | 缺陷 幼年期 Vitium Baby ↓ 缺陷 成熟期 Vitium Adult ↓ 缺陷 究极体 Vitium Ultimate |

#### 各话列表
| 话数                                                          | 话数                                                   | 日文标题                                               | 中文标题                                               | 连载时间                                               | 连载时间                                               | 连载刊号                                               | 连载平台                                               | 连载平台                                               |
| 单行本                                                        | VJump                                                  | 日文标题                                               | 中文标题                                               | 杂志                                                   | 网络                                                   | 连载刊号                                               | 杂志                                                   | 网络                                                   |
| 第一卷 胎動（2013年12月4日发售）（ISBN 4-08-870860-1）        | 第一卷 胎動（2013年12月4日发售）（ISBN 4-08-870860-1） | 第一卷 胎動（2013年12月4日发售）（ISBN 4-08-870860-1） | 第一卷 胎動（2013年12月4日发售）（ISBN 4-08-870860-1） | 第一卷 胎動（2013年12月4日发售）（ISBN 4-08-870860-1） | 第一卷 胎動（2013年12月4日发售）（ISBN 4-08-870860-1） | 第一卷 胎動（2013年12月4日发售）（ISBN 4-08-870860-1） | 第一卷 胎動（2013年12月4日发售）（ISBN 4-08-870860-1） | 第一卷 胎動（2013年12月4日发售）（ISBN 4-08-870860-1） |
| ------------------------------------------------------------- | ------------------------------------------------------ | ------------------------------------------------------ | ------------------------------------------------------ | ------------------------------------------------------ | ------------------------------------------------------ | ------------------------------------------------------ | ------------------------------------------------------ | ------------------------------------------------------ |
| 1                                                             | 前篇                                                   |                                                        | 数码怪兽                                               | 2012年6月21日                                          | 不適用                                                 | 2012年8月号                                            | VJump                                                  | 不適用                                                 |
| 2                                                             | 后篇                                                   |                                                        | 交错！                                                 | 2012年7月21日                                          | 不適用                                                 | 2012年9月号                                            | VJump                                                  | 不適用                                                 |
| 3                                                             | 1                                                      |                                                        | 胎动                                                   | 2013年4月21日                                          | 2014年1月21日                                          | 2013年6月号                                            | VJump                                                  | VJump官网                                              |
| 4                                                             | 2                                                      |                                                        | 道标                                                   | 2013年5月21日                                          | 不適用                                                 | 2013年7月号                                            | VJump                                                  | 不適用                                                 |
| 5                                                             | 3                                                      |                                                        | 记忆之星                                               | 2013年6月21日                                          | 不適用                                                 | 2013年8月号                                            | VJump                                                  | 不適用                                                 |
| 6                                                             | 4                                                      |                                                        | 黑影                                                   | 2013年7月21日                                          | 不適用                                                 | 2013年9月号                                            | VJump                                                  | 不適用                                                 |
| 7                                                             | 5                                                      |                                                        | 希望的碎片                                             | 2013年8月21日                                          | 不適用                                                 | 2013年10月号                                           | VJump                                                  | 不適用                                                 |
| 第二卷 巴多拉兽飞舞（2015年2月4日发售）（ISBN 4-08-880184-9） |                                                        |                                                        |                                                        |                                                        |                                                        |                                                        |                                                        |                                                        |
| 8                                                             | 6                                                      |                                                        | 谜之少女                                               | 2013年9月21日                                          | 不適用                                                 | 2013年11月号                                           | VJump                                                  | 不適用                                                 |
| 9                                                             | 7                                                      |                                                        | 砂砾的荒野                                             | 2013年10月21日                                         | 不適用                                                 | 2013年12月号                                           | VJump                                                  | 不適用                                                 |
| 10                                                            | 8                                                      |                                                        | 石之守护者                                             | 2013年11月21日                                         | 不適用                                                 | 2014年1月号                                            | VJump                                                  | 不適用                                                 |
| 11                                                            | 9                                                      |                                                        | 巴多拉兽飞舞                                           | 2013年12月21日                                         | 不適用                                                 | 2014年2月号                                            | VJump                                                  | 不適用                                                 |
| 12                                                            | 10                                                     |                                                        | 向北                                                   | 不適用                                                 | 2014年1月21日                                          | 不適用                                                 | 不適用                                                 | VJump官网                                              |
| 13                                                            | 11                                                     |                                                        | 白银的世界                                             | 不適用                                                 | 2014年2月21日                                          | 不適用                                                 | 不適用                                                 | VJump官网                                              |
| 14                                                            | 12                                                     |                                                        | 谜之馆                                                 | 不適用                                                 | 2014年3月20日                                          | 不適用                                                 | 不適用                                                 | VJump官网                                              |
| 15                                                            | 13                                                     |                                                        | 相片                                                   | 不適用                                                 | 2014年4月21日                                          | 不適用                                                 | 不適用                                                 | VJump官网                                              |
| 16                                                            | 14                                                     |                                                        | 佩特洛夫博士                                           | 不適用                                                 | 2014年6月4日                                           | 不適用                                                 | 不適用                                                 | VJump官网                                              |
| 第三卷（未发售）                                              |                                                        |                                                        |                                                        |                                                        |                                                        |                                                        |                                                        |                                                        |
| 17                                                            | 15                                                     |                                                        | 福音构造体                                             | 不適用                                                 | 2015年4月21日                                          | 2015年6月号                                            | 不適用                                                 | VJump plus                                             |
| 18                                                            | 16                                                     |                                                        | 黑暗之塔                                               | 不適用                                                 | 2015年5月21日                                          | 2015年7月号                                            | 不適用                                                 | VJump plus                                             |
| 19                                                            | 17                                                     |                                                        | 最上层                                                 | 不適用                                                 | 2015年6月20日                                          | 2015年8月号                                            | 不適用                                                 | VJump plus                                             |
| 20                                                            | 18                                                     |                                                        | 门左卫兽再临                                           | 不適用                                                 | 2015年7月18日                                          | 2015年9月号                                            | 不適用                                                 | VJump plus                                             |
| 21                                                            | 19                                                     |                                                        | 集结                                                   | 不適用                                                 | 2015年8月21日                                          | 2015年10月号                                           | 不適用                                                 | VJump plus                                             |
| 22                                                            | 20                                                     |                                                        | 开战                                                   | 不適用                                                 | 2015年9月19日                                          | 2015年11月号                                           | 不適用                                                 | VJump plus                                             |
| 23                                                            | 21                                                     |                                                        | 黑                                                     | 不適用                                                 | 2015年10月21日                                         | 2015年12月号                                           | 不適用                                                 | VJump plus                                             |
| 24                                                            | 22                                                     |                                                        | 连接世界之物                                           | 不適用                                                 | 2015年11月21日                                         | 2016年1月号                                            | 不適用                                                 | VJump plus                                             |
| 作者身体抱恙，无期限休载                                      |                                                        |                                                        |                                                        |                                                        |                                                        |                                                        |                                                        |                                                        |

## 注解
1. ↑  本作仅日文版本，无中文化版本。
2. 1 2 3  后篇先于《VJump》在攻略本《数码宝贝世界 复元 -World Contact Guide-》（集英社2012年7月19日发售 ISBN 978-4-08-779636-0）刊载。
3. 1 2  全2话，未发行单行本，收录于《数码宝贝世界 复元 编码》单行本第1卷。
4. 1 2  《V Jump》于2013年6月号（2013年4月23日发售）至2014年2月号（2013年12月21日发售）连载第1-9话。2014年1月21日至2014年6月4日转移到VJump官网连载第10-14话。2015年6月号（2015年4月21日上线）至2016年1月号（2015年11月21日上线）转移到VJump plus连载第15-22话。此后，作者身体抱恙，无期限休载。
5. 1 2  正篇剧情已进入最终章，计划完结，但作者身体抱恙，无期限休载，第3卷的发售计划搁置。
6. 1 2  不计入《数码宝贝世界 复元》前后篇
7. 1 2 3  （Re：Digitize）从官網早期开场Flash和日誌中以及第一版公開的宣传动画画面中给出的漢字注释是。
8. ↑  官方汉字为
9. ↑  第1-14话：万代南梦宫游戏；第15-22话：万代南梦宫娱乐。
10. ↑  由于第一卷收录了漫画《数码宝贝世界 复元》前后篇，之后对应的话数顺延2话，即「单行本话数=VJump连载话数+2」
11. 1 2  VJump官网：期间免费公开；VJump plus：期间限定公开。
12. ↑  V Jump杂志将本该是「8」误写成「7」